# Rendez-vous (canção de Pas de Deux)
"Rendez-vous" (Encontro) foi o título da canção belga no Festival Eurovisão da Canção 1983. Foi interpretada em neerlandês pela banda (duo)  Pas de Deux (constituída por Dett Peyskens e Hilde Van Roy). O referido tema tinha letra de Paul Peyskens e Walter Verdin, música de Walter Verdin e orquestração de Freddy Sunder.
A canção belga foi a 19.ª e penúltima a ser interpretada na noite do festival, a seguir à canção austríaca
"Hurricane interpretado pelos Westend e antes da canção representante do Luxemburgo "Si la vie est cadeau", cantada por Corinne Hermès. No final da votação, a canção belga colheu apenas 13 pontos e classificou-se em 18.º lugar.
A canção tem uma letra monótona e sem sentido, com o duo dizendo apenas "Rendez-vous Maar de maat is vol en m'n kop is toe". De referir que as duas cantoras interpretaram o tema descalças tal como Remedios Amaya.